# Меризо
Меризо (англ. Merizo, чамор. Malesso) — деревня на острове Гуам. Самый южный населённый пункт Гуама. В муниципалитет входит также остров Кокос.

## История
Во время первых испанских миссионерских усилий на Гуаме Меризо был местом сопротивления, поддерживаемого китайским жителем деревни Чоко,. Приход Меризо был вторым приходом, основанным испанцами на Гуаме. Во время испанского периода в деревню были переселены многочисленные чаморро с Марианских островов.
Деревня занимает площадь 16 км². Расположена на берегу острова под вулканическими холмами южного Гуама. Достопримечательности деревни — колокольня Меризо, Малессо Комбенто и пирс Меризо, откуда можно добраться на пароме до курорта на острове Кокос. В деревни у побережья расположены несколько популярных мест для дайвинга.

### Загрязнение
20 февраля 2006 года Агентство по охране окружающей среды Гуама, Департамент общественного здравоохранения и социальных служб и береговой охраны объявили об обнаружении значительного загрязнения вод лагуны Кокос полихлорированными дифенилами (ПХД) и предупредили людей не употреблять в пищу выловленную там рыбу. Считается, что заражение пошло от станции береговой охраны США, которая действовала на острове Кокос в 1944—1963 годах.

## Демография
Население Меризо по переписи 2010 года составляет 1 850 человек.